# Paul Eiding
Paul Eiding est un acteur américain né le 28 mars 1957 à Cleveland, Ohio (États-Unis).

## Filmographie

### Cinéma et télévision
- 1962 : Les Jetson (The Jetsons) (série télévisée) : Voix additionnelles
- 1980 : Mister Gaffes (Foolin' Around)
- 1981 : Les Schtroumpfs (The Smurfs) (série télévisée) : Voix additionnelles
- 1982 : The Personals : Paul
- 1983 : Les Minipouss (The Littles) (série télévisée)
- 1984 : Une défense canon (Best Defense) : Touriste
- 1984 : Le Défi des Gobots (Challenge of the GoBots) (série télévisée) : Voix additionnelles
- 1984 : Transformers (série télévisée) : Perceptor / Deceptitraan (voix)
- 1984 : A Touch of Scandal (TV) : Howard Karpman
- 1986 : Noah's Ark (vidéo) (voix)
- 1986 : La Guerre des robots (The Transformers: The Movie) de Nelson SHin : Perceptor (voix)
- 1986 : Stewardess School : Chauffeur de taxi
- 1986 : Le Cheval de feu (Wildfire) (série télévisée) : Voix additionnelles
- 1986 : Transformers: Five Faces of Darkness (vidéo) : Perceptor (voix)
- 1987 : Sky Commanders (série télévisée) : Rath (voix)
- 1988 : Scooby-Doo : Agence Toutou Risques (A Pup Named Scooby-Doo) (série télévisée) : Voix additionnelles
- 1988 : Fantastic Max (série télévisée) : Arnold Fifelton: Max's Father (voix)
- 1988 : Mariez mes filles, s.v.p. (Take My Daughters, Please) (TV) : Betty Lansing
- 1989 : Nightbreaker (TV) : Dr. Roscoe Cummings
- 1990 : Unspeakable Acts (TV) : Abe Laeser
- 1990 : Madhouse : Stark
- 1991 : The Toxic Crusaders (série télévisée) : Voix additionnelles
- 1991 : Le Tourbillon noir (Pirates of Darkwater) (série télévisée) : Voix additionnelles
- 1991 : James Bond Junior (série télévisée) (voix)
- 1992 : Amazing Stories: Book Three (vidéo) : Doctor (segment Life on Death Row)
- 1992 : Des souris à la Maison-Blanche (Capitol Critters) (série télévisée) : Voix additionnelles
- 1992 : Adventures in Dinosaur City : King (voix)
- 1992 : Porco rosso (Kurenai no buta) : Voix additionnelles (doublage anglophone)
- 1993 : Le Voyage d'Edgar dans la forêt magique (Once Upon a Forest) : le père d'Abigail (voix)
- 1994 : Skeleton Warriors (série télévisée) : Voix additionnelles
- 1994 : Scooby-Doo et les Contes des mille et une nuits (Scooby-Doo in Arabian Nights) (TV)
- 1994 : Natural Selection (TV)
- 1995 : Portrait dans la nuit (Sketch Artist II: Hands That See) (TV) : Dr. Sydney Burroughs
- 1996 : The Story of Santa Claus (TV) : Voix additionnelles
- 1996 : Bio-Dome de Jason Bloom : Assistant
- 1997 : Tamagotchi Video Adventures (vidéo) (voix)
- 1997 : Cléo et Chico (Cow and Chicken) (série télévisée) : Voix additionnelles
- 1997 : Panique sur l'autoroute (Runaway Car) (TV) : Wally Baird
- 1997 : Skyscraper (vidéo) : John Jarrow
- 1998 : Pocahontas 2 : Un monde nouveau (Pocahontas II: Journey to a New World) (vidéo) : Voix additionnelles
- 1998 : 1 001 Pattes (A Bug's Life) : Voix additionnelles
- 1999 : Tarzan : Voix additionnelles
- 1999 : Le Géant de fer (The Iron Giant) : Voix additionnelles
- 1999 : Mona le vampire (Mona the Vampire) (série télévisée) : Kévin Gotto (voix)
- 2001 : Monstres et Cie (Monsters, Inc.) : Voix additionnelles
- 2002 : La Planète au trésor : In nouvel univers (Treasure Planet) : Voix additionnelles
- 2005 : Robots of Mars 3D Adventure : Mad Doctor / Supervisor
- 2008 : WALL-E

### Jeux vidéo
- 1998 : Metal Gear Solid : Colonel Roy Campbell
- 1999 : Sacrifice : Eldred
- 2001 : Metal Gear Solid 2 : Sons of Liberty : Colonel Roy Campbell
- 2008 : Metal Gear Solid 4 : Guns of the Patriots : Colonel Roy Campbell
- 2011 : The Elder Scrolls V: Skyrim : Galmar Rudepoing ; Septimus Signus ; Felldir
- 2012 : Guild Wars 2 : Maître de guerre Forgal Kernsson
- 2016 : Fire Emblem Fates : Yukimura